# Miguel Martins
Miguel Martins (Porto, 1997. november 4. –) portugál válogatott kézilabdázó, az Aalborg Håndbold játékosa.

## Pályafutása

### Klubcsapatokban
Miguel Martins 2013-ban került a portugál bajnok FC Porto csapatához. Első éveiben párhuzamosan játszott a junior és a felnőtt csapatban. 17 évesen már bemutatkozhatott a Bajnokok Ligájában és rögtön első meccsén 2013 novemberében a Wisła Płock ellen gólt is szerzett. 2015-től már csak a Porto felnőtt csapatában szerepelt. 2019-ben bejutottak az EHF-kupa Final Fourjába, ahol a harmadik helyen végeztek. Ebben a szezonban az EHF-kupában csapata második leggólerősebb játékosa volt, 38 találatot ért el. A portugál csapattal négy bajnoki címet szerzett, a felnőtt csapatban összesen 356 mérkőzésen lépett pályára, és 840 gólt szerzett, majd 2021-ben a magyar bajnok Pick Szegedhez igazolt. 2022-ben megnyerte a magyar bajnokságot. 2024-ben igazolt a dán bajnok Aalborg Håndbold csapatához. Egy 2024 januárjában elvégzett doppinghtetszt miatt a Nemzetközi Kézilabda-szövetség 2025. január 14-én felfüggesztette a játékjogát, azonban miután egy hónappal később a B-mintája negatív lett, visszatérhetett a pályára.

### A válogatottban
A portugál válogatottal 2020-tól vesz részt világversenyeken. A 2021-re halasztott tokiói olimpián 5 mérkőzésen 11 gólt lőtt és 16 gólpasszt adott.

## Sikerei, díjai
- Portugál bajnok: 2014, 2015, 2019, 2021
- Magyar bajnok: 2022